# Séisme du 26 janvier 1700 de Cascadia

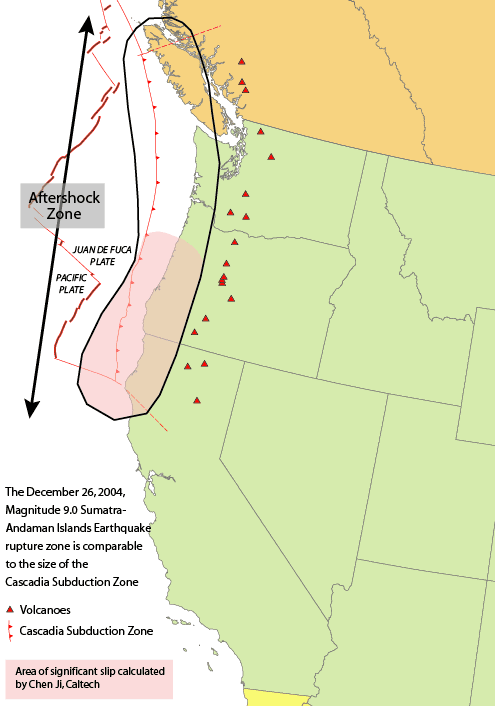
Zone de subduction Cascadia

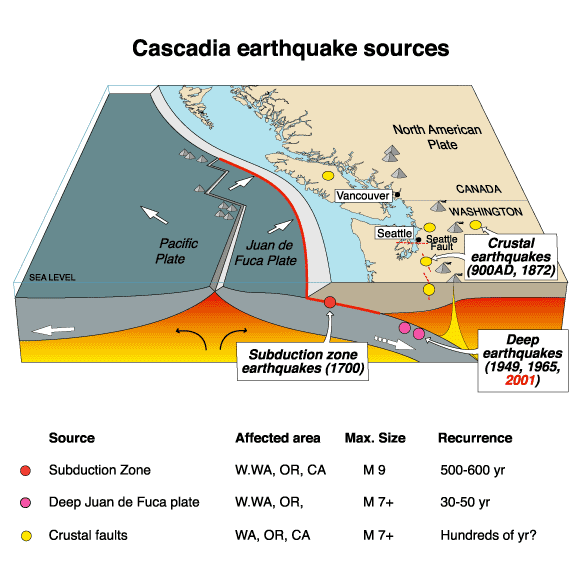
Origines du tremblement de terre des Cascades

Le séisme de Cascadia en 1700 est un séisme supposé d'une magnitude entre 8,7 et 9,2 qui s'est produit le 26 janvier 1700 dans la zone de subduction des Cascades dans le Pacifique nord-est (dans l'actuelle région nommée Cascadia, sur la côte nord-ouest de l'Amérique du Nord, entre les États-Unis et le Canada). Ce tremblement de terre impliquait la plaque Juan de Fuca qui s'enfonce sous la plaque nord-américaine dans l'océan Pacifique, depuis le milieu de l'île de Vancouver au large de la côte sud-ouest du Canada en Colombie-Britannique jusqu'au Nord de la Californie, le long de la côte nord-ouest du Pacifique. La longueur de la rupture était d'environ 1 000 kilomètres avec un glissement moyen de 20 mètres. 
Le tremblement de terre des Cascades a provoqué un tsunami qui frappa les côtes du Japon et les côtes du Nord-Ouest de l'Amérique du Nord. Il peut aussi être lié au Bonneville slide, le glissement de terrain qui ferma la vallée du fleuve Columbia.

## Preuves du tremblement de terre
Une tradition orale des habitants amérindiens de la région évoque cette catastrophe, sans en préciser la date, mais affirmant qu'elle n'est pas très ancienne .
Les éléments scientifiques soutenant l'hypothèse du tremblement de terre en 1700 ont été rassemblés dans le livre de 2005, The Orphan Tsunami of 1700, par le géologue Brian Atwater (en). Il suggère que le tremblement de terre s'est produit aux alentours de 21 heures le 26 janvier 1700. Bien qu'il n'y ait aucun document écrit de cette période dans la région, la date et l'heure précise ont pu être déterminées par les écrits japonais de l'époque qui signalent un important tsunami sur les côtes orientales du Japon, tsunami qui n'est lié à aucun tremblement de terre dans cette région du globe. Les principales preuves reliant ce tsunami décrit au Japon et un tremblement de terre dans le Pacifique nord-ouest viennent des études faites sur les anneaux des troncs d'arbres, la dendrochronologie, qui montrent que des thuyas géants de Californie (appelés red cedars dans la région) des basses forêts côtières nord-américaines, dans des zones affaissées par le tremblement de terre jusqu'à être recouvertes à marée haute, ont eu leur dernier anneau de croissance en 1699, la dernière saison de croissance des arbres avant le séisme.

## Menaces futures
Les données géologiques  révèlent que les « grands tremblements de terre » (ceux qui ont une magnitude de 8 ou plus) se produisent dans la zone de subduction Cascadia environ tous les 500 ans en moyenne, souvent accompagnés par des tsunamis. Il existe des indices qu'au moins 13 évènements de ce type ont eu lieu, à des intervalles variant de 300 à 900 ans, avec une moyenne de 590 ans. On estime que les précédents tremblements de terre sont intervenus en 1310 av. J.-C., 810 av. J.-C. et 170 apr. J.-C.
Lorsque la zone de subduction cède avec un tremblement de terre de magnitude 9, cela provoque un puissant tsunami. Les secousses durent 4 minutes ou plus, entraînant des glissements de terrain. Alors le tsunami frappe la zone côtière, détruisant les structures qui s'y trouvent. Cela est probablement le plus violent tremblement de terre qui peut frapper les États-Unis continentaux.
Comme cela a été vu lors du tremblement de terre du 26 décembre 2004, les principaux dommages proviennent du tsunami généré dans la zone de subduction. Cependant dans le cas d'un futur tremblement de terre de la zone Cascadia, la plupart des dommages viendrait plutôt du tremblement de terre lui-même à cause de la densité des zones urbaines du secteur dont Seattle, Portland, Vancouver, Victoria et Tacoma et avec des constructions vulnérables comme les immeubles en brique ou ceux de grande hauteur. La côte des Cascades est équipée de divers systèmes d'alerte aux tsunamis et de voies échappatoires. 
D'autres zones de subduction connaissent de tels tremblements de terre tous les 100–200 ans ; la longueur de l'intervalle ici résulte d'un déplacement plus lent de la plaque tectonique.
Ce taux de convergence entre la plaque Juan de Fuca et la plaque nord-américaine est de 40 mm/an.
De récentes études d'échantillons de sédiments marins suggèrent qu'une quarantaine de séismes se sont produits le long de la faille de Cascadia ces 10 000 dernières années. Soit un tremblement de terre tous les 250 ans en moyenne ; d'autres chercheurs estiment cet intervalle à 500 ans. Mais la plupart des spécialistes s'accordent sur ce point : quand la faille cédera, le séisme pourrait être aussi important que celui qui a touché le Japon en mars 2011. Et le tsunami pourrait atteindre la côte nord-américaine en vingt minutes.

## Tremblements de terre de subduction similaires
D'autres tremblements de terre de subduction similaires se sont déjà produits dont le plus puissant tremblement de terre de 1964 en Alaska avec une magnitude de 9,2, le grand tremblement de terre du Chili de 1960 avec une magnitude de 9,5, les tremblements de terre du Kamtchatka d'une magnitude de 9 et enfin le tremblement de terre de l'océan Indien de décembre 2004 à 9,2.